# El profe
El profe es una película de comedia mexicana de 1971 dirigida por Miguel M. Delgado y protagonizada por Mario Moreno "Cantinflas" y Marga López. Esta es la primera película del comediante ambientada en la década de los 70, en la cual participan actores infantiles, aunque ya se había presentado algo similar y en menor medida en El analfabeto (1961), por lo que se puede decir que esta película es una comedia de alto nivel cognoscitivo enfocado a la educación, tanto en su contenido como en su temática y la enseñanza que deja es muy significativa y de mucha calidad educativa y muy recomentable. En esta película destacan las participaciones especiales de Ramón Valdés y Angelines Fernández, más conocidos principalmente por aparecer después en la serie de televisión de comedia El Chavo del Ocho.

## Argumento
Esta película cuenta la historia de un maestro de escuela primaria llamado Sócrates García (Cantinflas), quien debido a su estado civil para abandonar las comodidades de la ciudad, es enviado a ser el nuevo profesor de la escuela del pueblo de El Romeral, donde todos lo esperan con gran entusiasmo, a excepción de Don Margarito Vázquez (Víctor Alcocer), quien muestra su desagrado por él.
Tras su llegada el Profesor Sócrates, conoce a Doña Hortensia (Marga López), una mujer joven y viuda, quien se dedica a alquilar las habitaciones de su casa para poder tener un sustento, donde Sócrates estará alojado.
Las cosas se complican cuando el Profesor Sócrates se da cuenta de que la escuela está abandonada y deteriorada y sus conocidos alumnos (Carmelo, Fermín, Martín y Felipe) no asisten a la misma. En busca de ayuda, se dirige a una de las cantinas de El Romeral a pedir dinero para la reparación de la escuela; sin embargo, se encuentra con la mala actitud de Don Margarito y entre un insulto y otro, se declara la guerra.
Empiezan las clases y es de esperar que los niños no las tomen en serio o al Profesor Sócrates, pero éste hace lo posible por ganárselos y juntan dinero para reparar la escuela.
Entre tanto, alguna de las autoridades del pueblo, le muestra a Sócrates su auténtica preocupación por la rivalidad entre él y Don Margarito, pues nada bueno auguran de dicho pleito. Hortensia es una de las personas que se lo comunica, es ahí cuando se empieza a ver que su relación con el profesor podría ser más que una amistad.
Gracias a que el Profesor Sócrates cree que la educación de la infancia no sólo viene de la escuela, sino también de la casa, comienza a familiarizarse con los niños y sus problemas, así que no duda en dar cátedras sobre el bien y el mal en las familias del pueblo.
Don Margarito no se da por vencido y comienza a manejar diferentes situaciones con la gente de El Romeral, para ponerlos en contra de Sócrates, por lo que da dinero a Don Zenaido, propietario del inmueble usado como escuela, pero Don Margarito no cuenta con que el tiempo ha avanzado y los niños quieren seguir estudiando, por lo que continúan las clases a pesar de no tener el aula apropiada para seguir impartiendo la educación.
El Profesor Sócrates en su afán de encontrar otros medios para que les sea facilitado un nuevo lugar de estudios, decide enviar una carta al gobernador, sin embargo los cómplices de Don Margarito intervienen para que dicha carta no sea entregada, por lo que el profesor sospecha de la intromisión de Don Margarito, y decide ir en busca de la respuesta a su carta a las oficinas de la presidencia municipal, donde encuentra algo mucho más valioso que la carta que estaba buscando.
Con el afán de apoyar al Profesor Sócrates, al volver de una excursión en el bosque, sus alumnos deciden atacar la cantina que anteriormente había sido su escuela, por lo que Don Zenaido empieza a buscar la manera de ahuyentar al profesor del pueblo.
Al mismo tiempo, Don Margarito se encuentra preocupado, pues se da cuenta de que un documento de vital importancia ha desaparecido de la oficina, junto con la noticia de que el gobernador hará un recorrido por el estado y llegará al pueblo, Don Margarito, junto con otras figuras de poder en El Romeral, se verán envueltos en un gran problema si el documento que extraviaron, llega a manos del gobernador, por lo que con mayor razón, buscan deshacerse del Profesor Sócrates, quien representa la pelea contra el analfabetismo.
Mientras que el Profesor Sócrates continúa creando una relación con Doña Hortensia, uno de sus alumnos, Fermín, le avisa que la escuela que habían instalado en el bosque está en llamas. Sócrates y Hortensia se dirigen al lugar, pero llegan demasiado tarde. 
Don Zenaido, quien es el responsable del incendio, se da cuenta de que su intento por correr al profesor del pueblo ha sido en vano, pues sus estudiantes siguen acudiendo a clases aunque ya no tengan una escuela improvisada.
Al saber que al día siguiente llegará el gobernador, el Profesor Sócrates se anima, pues será entonces cuando pueda comunicarle directamente todos los males que aquejan al pueblo, mientras que Don Margarito comienza a crear un plan para hacer desaparecer al profesor, pues sigue representando una amenaza para él y sus intereses.
El Profesor Sócrates y Doña Hortensia se encuentran cenando, así que el profesor decide ir a buscar al Padre Gonzalo, para asegurar que conocerá personalmente al gobernador; no obstante, Sócrates no puede anticipar ya que se encuentra secuestrado para evitar el esperado encuentro con el gobernador.
Al día siguiente, los niños están buscando a su profesor, pero no hay pistas de dónde podría estar, mientras que los cómplices de Don Margarito, les comunican a Hortensia y al Padre Gonzalo, que Sócrates se encuentra bien, pero que no pueden comunicarlo a toda la gente de El Romeral. Con lo que no cuentan, es que los niños encuentran al profesor y derrotan a los malhechores.
El Profesor Sócrates alcanza al gobernador, a quien le cuenta todas las barbaridades y delitos que ha cometido Don Margarito durante su estadía: quitar terrenos a los habitantes de El Romeral y corromper y sabotear la educación de la niñez, al sobornar a Don Zenaido para que convirtiera la escuela en cantina.
El gobernador le da las gracias al Profesor Sócrates y le concede el único pedido que él mismo quiere, tener una nueva escuela. Así que finalmente el Profesor Socrátes logra su cometido con la educación infantil y el amor sentimental, pues él y Hortensia, se vuelven pareja, mientras que sus discípulos cantan muy felizmente.

## Reparto
- Mario Moreno "Cantinflas" como Profesor Sócrates García.
- Marga López como Doña Hortensia.
- Víctor Alcocer como Don Margarito Vázquez.
- David Bravo como Fermín.
- Raúl Martínez como Pedro González, esbirro de Don Margarito (como Raúl A. Martínez)
- Eduardo MacGregor como Lucas Campuzano, presidente municipal.
- Luciano Hernández de la Vega como Padre Gonzalo.
- Juanito González como Felipe González.
- René Dupeyrón como Martín (como René Dupeyrón Unda).
- Gerardo del Castillo como Don Zenaido (como Gerardo del Castillo Jr.)
- Eduardo López Rojas como Don Espiridión Cascajo, padre de Carmelo.
- Rogelio Gaona como Carmelo (como Rogelio Gaona Guerra).
- León Barroso como Director de escuela.
- Claudio Sorel como Padre de Felipe, esbirro de Don Margarito (como Victor Sorel).
- Arturo de Córdova como Gobernador.
- José Luis Caro como Profesor casado (no acreditado).
- Jorge Casanova como Profesor casado (no acreditado).
- Margarita Delgado como Doña Sara, madre de Carmelo (no acreditada).
- José Dupeyrón como Esbirro de Don Zenaido (no acreditado).
- Regino Herrera como Pueblerino (no acreditado).
- Margarito Luna como Campesino en burro (no acreditado).
- Inés Murillo como Madre de Fermín (no acreditada).
- Rubén Márquez como Profesor casado (no acreditado).
- Ramón Valdés como Don Ramón, Padre de Martín (no acreditado).
- Angelines Fernández como Doña Cleotilde, Madre de Martín (no acreditada).